# Michał Bartłomiej Tarło
Michał Bartłomiej Tarło herbu Topór (ur. 26 lipca 1656 w Lubowli na Spiszu, zm. 20 września 1715 w Łowiczu) – pierwszy wizytator polskiej prowincji Zgromadzenia Księży Misjonarzy św. Wincentego a Paulo, biskup poznański.

## Życiorys
Był synem wojewody sandomierskiego Jana Aleksandra Tarły i Anny Czartoryskiej, bratem biskupa Jana Joachima Tarły. Pierwsze nauki pobierał w domu rodzinnym. W roku 1676 wysłał go ojciec na dalsze studia do Rzymu. W roku 1677, dnia 25 sierpnia Tarło wstąpił  do Zgromadzenia Misji, a po dwóch latach, 27 sierpnia 1679 roku, złożył w Rzymie śluby święte.
Następnie wyjechał do Paryża, gdzie ukończył studia, otrzymał święcenia kapłańskie i rozpoczął pracę jako profesor filozofii. W roku 1685, mając zaledwie 29 lat, został mianowany pierwszym wizytatorem Polskiej Prowincji Zgromadzenia Misji i jednocześnie proboszczem parafii Świętego Krzyża w Warszawie. Za jego rządów powstały domy Zgromadzenia w Wilnie (1685), Krakowie (1686), Przemyślu i Samborze (1687) oraz w Łowiczu (1689). Tarło kontynuował również trwającą budowę kościoła Świętego Krzyża w Warszawie. 
Naprzeciw kościoła św. Krzyża w Warszawie znajdował się kościółek dominikański, przy którym istniało Bractwo Różańcowe. Przy kościele zaś św. Krzyża założono w roku 1688 Bractwo św. Rocha. Obydwa te bractwa toczyły często spory o pierwszeństwo w  procesjach. Widząc to, postanowił ks. Tarło polecił promotorowi Bractwa św. Rocha, ks. Wawrzyńcowi  Benikowi,  opracować  dla  tego  bractwa  odrębne  nabożeństwo, które miało być przez członków Bractwa św. Rocha śpiewane w kościele w czasie nieszporów w okresie Wielkiego Postu. W ten sposób powstało popularne dzisiaj w całej Polsce nabożeństwo Gorzkich żali.

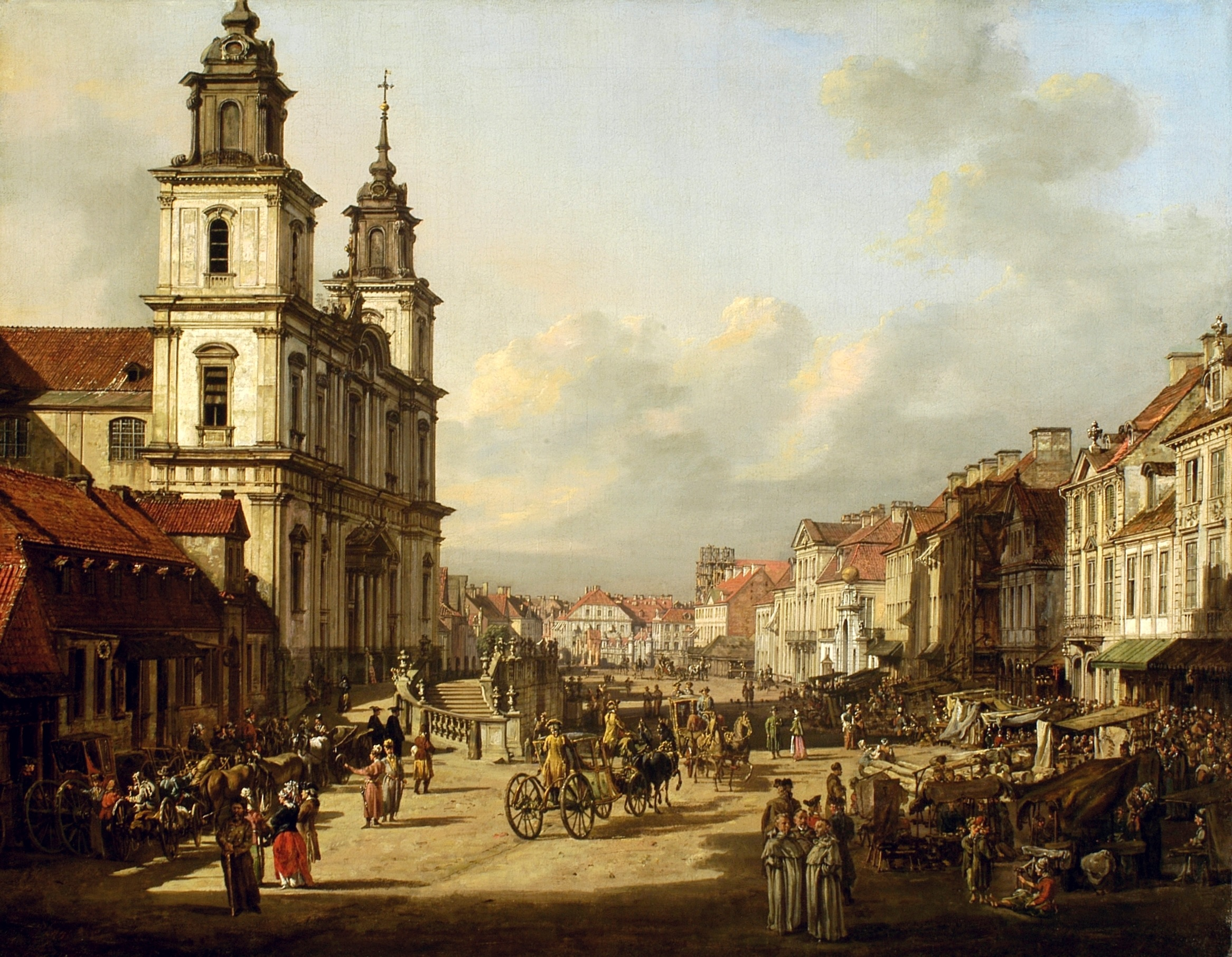
Kościół św. Krzyża w Warszawie na obrazie Canaletta

W 1709 roku został wybrany przez Augusta II na biskupa poznańskiego. Jego wybór zatwierdził papież Klemens XI w 1710. Relacja Kaspra Niesieckiego:

Nie mogła się długo taić cnota jego, August II Król Polski do infuły go Poznańskiej posunął, nie tylko o nię nie zabiegającego, ale i wyłamującego się, tak dalece, że go aż Rzymskim rozkazem, żeby ją przyjął, przycisnąć było trzeba.

Zmarł 20 września 1715 w Łowiczu podczas podróży z Warszawy do Poznania. Został pochowany w kościele św. Krzyża, gdzie zachował się jego nagrobek.